# János Kmetty
János Kmetty (23. prosince 1889, Miškovec - 16. listopadu 1975, Budapešť) byl maďarský kubistický malíř.
Studoval na škole Eleméra Halásze-Hradila v Košicích, později na soukromé umělecké škole v Budapešti, kde navštěvoval i večerní kurzy Károlye Ferenczyho. Uskutečnil dvě studijní cesty do Paříže a tyto dvě cesty jeho tvorbu výrazně ovlivnily. Prvou cestu podnikl roku 1911 a byl naprosto a viditelně okouzlen dílem Cézannea. Po návratu z Paříže se stal členem aktivistické skupiny Lajose Kassáka, rozhodl se, že posláním umění je měnit a vzdělávat člověka. Po pádu Maďarské republiky rad od radikalismu upouští a účastnil se tvůrčího nadšení mladých umělců v Košicích, Kluži a Nagybányi. Roku 1927 odjel do Paříže podruhé a po návratu se účastní života levicové avantgardy. Roku 1930 se přestěhoval do Szentendre, kde se stal členem místní umělecké kolonie. Od roku 1946 učil na umělecké škole v Budapešti, roku 1949 byl vyznamenán cenou Lajose Kossutha. Sepsal své memoáry, ve kterých poutavě líčí svůj život v letech 1922-1972.